# 瓦拉迪
瓦拉迪（法語：Valady，發音：[valadi]），法国南部市镇，位于奥克西塔尼大区阿韦龙省，隶属于罗德兹区，其市镇面积为15.51平方公里，2022年1月1日时人口数量为1,617人，在法国市镇中排名第6,604位（2022年）。
瓦拉迪位于阿韦龙省中北部，罗德兹和德卡兹维尔两城的中点处，马西亚克山谷地带，是一个区域性的中心城市。

## 地名来源
“瓦拉迪”一名的来源尚缺乏官方解释。根据当地旅游局官方网站的论述，当地民间神话认为上帝曾青睐该地出产的葡萄，“Valady”一名出自“Val de Dieu”。
瓦拉迪所处区域历史上曾通行奥克语，“Valady”在当地双语路牌、奥克语维基百科对应条目的名称以及同语言的Openstreetmap中对应的拼写为“Valadin”。

## 历史
瓦拉迪的早期历史尚不清楚。根据当地旅游局官方网站的论述，瓦拉迪所在的阿迪河谷在铁器时代就已出现人类活动。加洛林王朝时期，瓦拉迪出现了一座土岗，后者于十三世纪被改建为一处防御城堡。1486年，瓦拉迪的部分领地被帕纳伯爵（Comte de Panat）获得，此后该地出现了两座城堡，该区域山谷地带被大片开辟为葡萄酒种植园。法国大革命后，瓦拉迪成为阿韦龙省的一个市镇。1820至1822年间，克洛斯维涅（Clausevignes）和尼斯（Nuces）两个市镇相继并入瓦拉迪。工业革命期间，途径瓦拉迪的卡普德纳克—罗德兹铁路建成通车。十九世纪末，瓦拉迪附近遭遇根瘤蚜疫情，当地的葡萄酒种植业受到重创几乎消失。1944年8月10日，一支纳粹德军在瓦拉迪与抵抗运动团相遇，双方发生械斗，最终有三名民兵牺牲。二十世纪60年代，瓦拉迪地区再次出现葡萄酒种植活动，该区域出产的马西亚克于1990年获得“原产地命名控制”标识。

## 地理

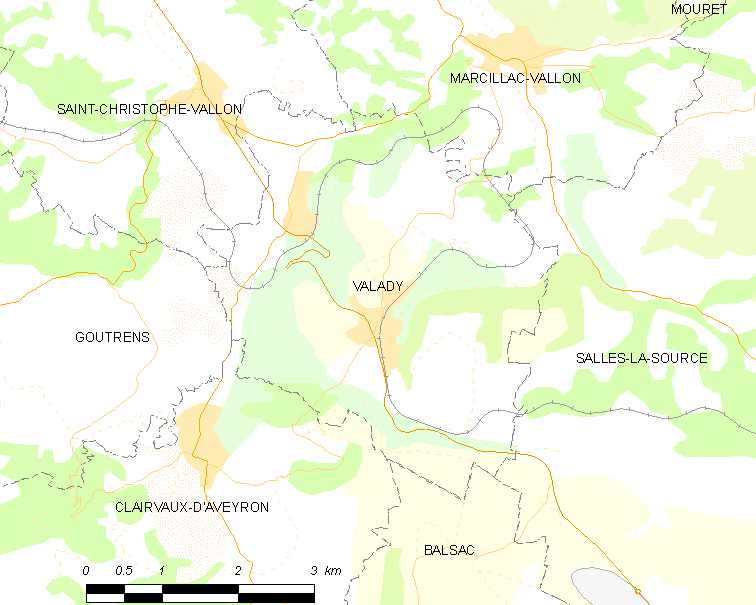
瓦拉迪市镇范围地图

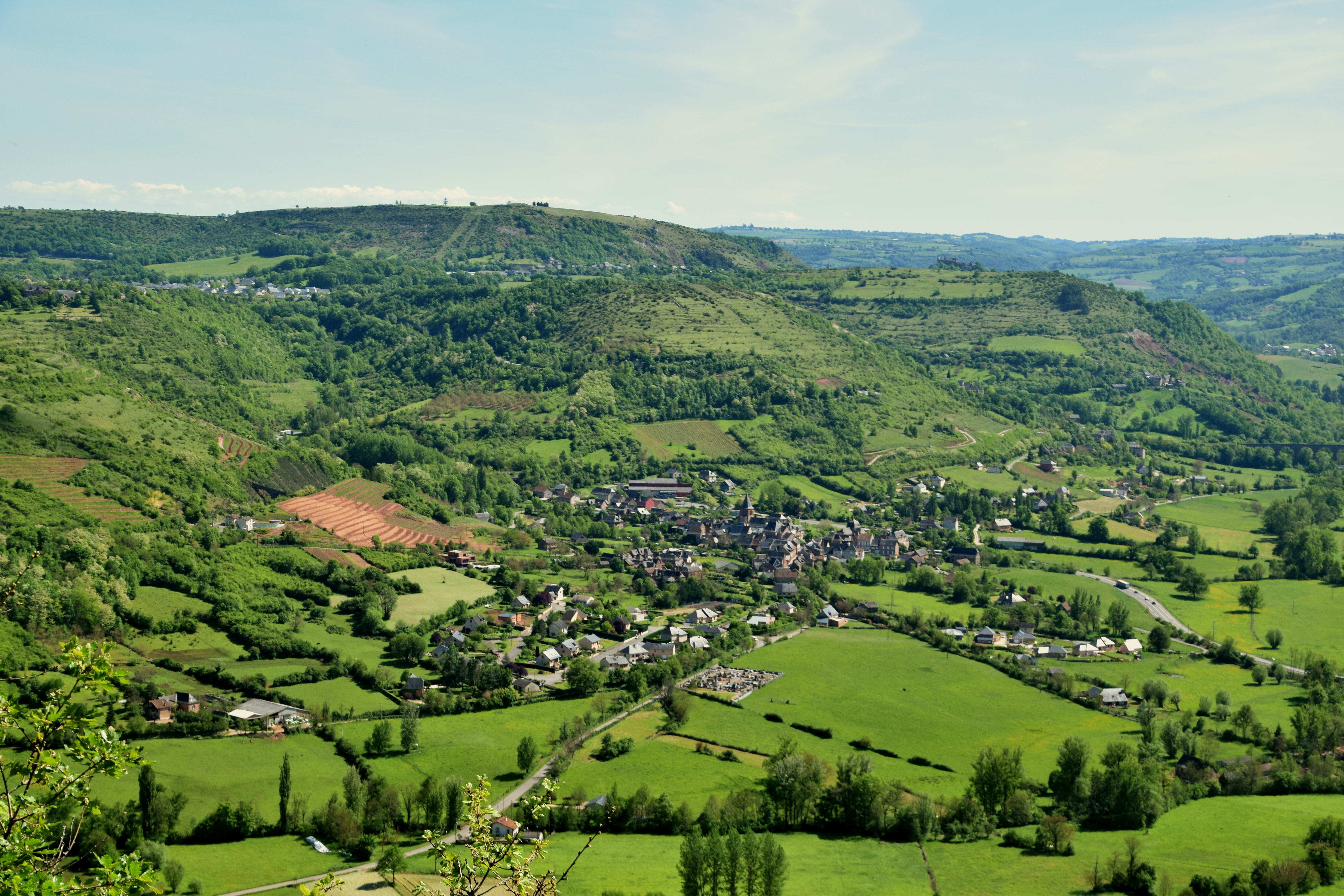
航拍瓦拉迪及附近的自然景观

瓦拉迪位于法国南部，奥克西塔尼大区北部和阿韦龙省中北部，距离省会罗德兹大约19公里。与瓦拉迪接壤的市镇包括：阿韦龙省克莱尔沃、德吕埃勒-巴尔萨克、古特朗、马西亚克瓦隆、圣克里斯托夫瓦隆和萨勒拉苏尔斯。

### 地形
瓦拉迪位于法国中央高原西南腹地，马西亚克山谷的一处山丘地带，境内以山地和台地为主，市镇中心位于一处地势较为平坦的河谷地带，市镇东南侧的尼斯街区（Nuces）则位于一处Puech之上，两地间有近两百米的高差，全境海拔在283到636米之间。

### 水文
瓦拉迪位于加龙河流域范围内，阿迪河自西南向东北流经瓦拉迪镇中心，另有巴斯溪（ruisseau de la Base）和索夫溪（ruisseau de la Sof）发源于市镇范围南侧并向东流出市境。

### 植被
瓦拉迪属于温带阔叶混交林区，林地多分布于河流附近及坡地地带。
在鲜花城市的评比中，瓦拉迪暂未被评级。

### 自然灾害
瓦拉迪的地震危险度等级为2级，属于低危险；氡辐射等级为3级，属于高危险。1982至2025年5月间，瓦拉迪境内共发生5次有记录的自然灾害，其中2次洪涝，2次干旱。

### 气候
瓦拉迪在柯本气候分类法中属于带有大陆性及山地气候特征的温带海洋性气候（Cfb）。

## 行政区划
瓦拉迪的市镇编号为12288，邮政编号为12330。
在行政管理方面，瓦拉迪隶属于法国奥克西塔尼大区阿韦龙省罗德兹区；在地方选举方面，瓦拉迪隶属于勒瓦隆县，其市镇范围全境被划入阿韦龙省第一选区；在社会管理方面，瓦拉迪是孔克-马西亚克市镇公共社区的组成部分。
截至2025年6月，瓦拉迪市镇范围内暂无任何安全优先街区及城市政策优先街区。
法国国家统计与经济研究所（简称“INSEE”）在进行数据统计时，将瓦拉迪及相邻的另外1个市镇设为瓦拉迪城市核心区（Unité urbaine de Valady），并将包括瓦拉迪在内的周边共68个市镇划入罗德兹城市辐射区。此外，INSEE还将瓦拉迪市镇整体看作一个“块区”（IRIS），以便于统计人口分布情况。

## 交通

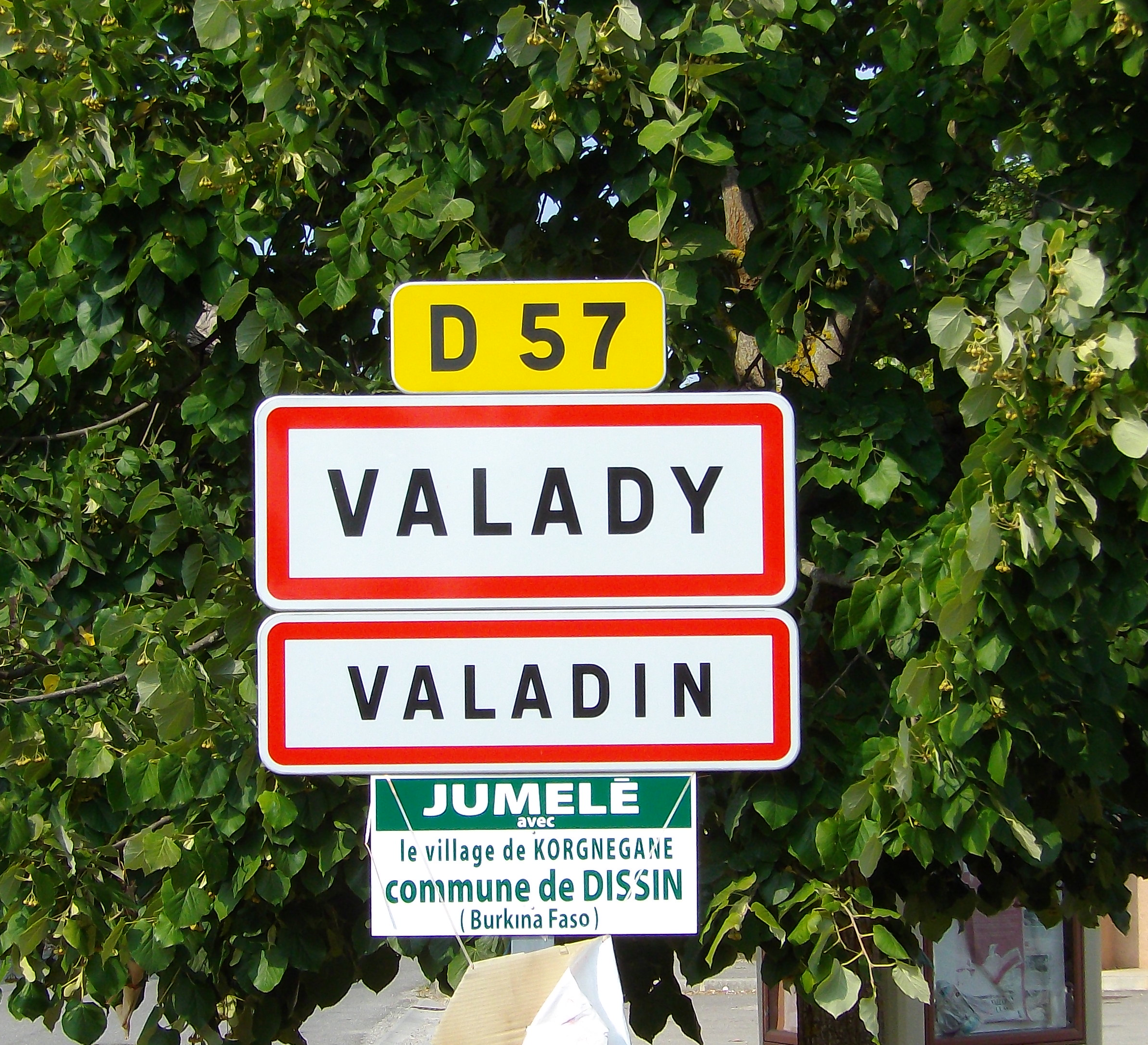
瓦拉迪的一处入城路牌

### 公路
阿韦龙省省道D57线、D204线、D257线、D840线和D962线在瓦拉迪境内交汇。奥克西塔尼大区城际客运（商业名称为“liO”）下属的城际巴士204线经停瓦拉迪，可通往罗德兹、德卡兹维尔、马西亚克瓦隆等地。
2021年，77.5%的瓦拉迪家庭拥有至少一辆私人汽车。2023年，瓦拉迪境内共发生各类交通事故4起，造成5人受伤，其中2人重伤。
| 42 | 66 |

| 罗德兹 | 19 |

| 德卡兹维尔 | 19 |

| 巴拉克维尔 | 27 |

### 铁路
瓦拉迪位于卡普德纳克—罗德兹铁路上，该铁路在此通过一个巨大的展线蜿蜒克服超过两百米的高差，原有的尼斯站已于2006年关闭。
距离瓦拉迪最近的运营中的客运铁路车站为3.5公里外的圣克里斯托夫站，该站停靠往返于布里夫拉盖亚尔德和罗德兹一线的区域列车。

### 航空
瓦拉迪距离罗德兹机场的公路里程大约8.5公里。

### 城市公共交通
截至2025年6月，瓦拉迪暂无城市公共交通系统。

## 政治

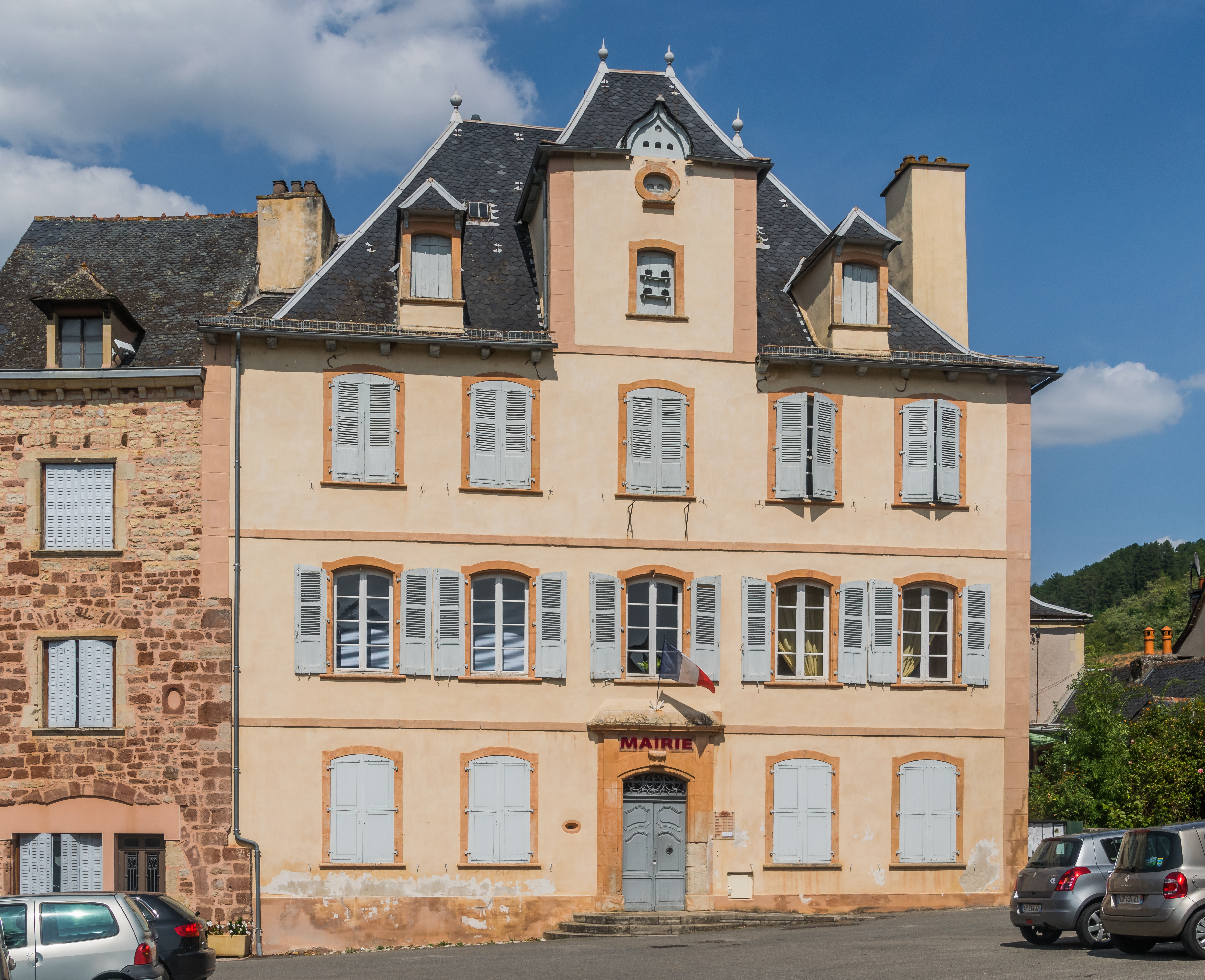
瓦拉迪市政厅

瓦拉迪的现任市长为若埃尔·格拉代尔先生（Joël GRADELS），他的党籍不详，自2022年6月起起担任市长职务；其前任为雅克·叙克雷先生（Jacques SUCRET），他的党籍不详，在2020年的市政选举中获得了100%的支持率（无其他候选人），他于2022年6月因健康原因辞去市长职务，并于同年12月离世。
在2022年的法国总统大选的第二轮选举中，法国第25任总统埃马纽埃尔·马克龙在瓦拉迪获得了63.26%的支持率。

## 人口
2022年，瓦拉迪市镇人口数量为1,617，在法国排名第6,604位。其中男性821人，女性777人，75岁及以上人口占6.6%，外籍人口数量为30人，人口密度为104人/平方公里，当地居民被称为（男性）或（女性）。2015至2021年间，瓦拉迪的人口增长率为1.0%。2022年，瓦拉迪境内出生10人，死亡人口8人。
| 瓦拉迪1901年－2022年人口变化情况 |
|                                  |
| 数据来源：Cassini、INSEE         |

## 经济
瓦拉迪是一个区域性的中心城市。INSEE于2020年瓦拉迪将划入罗德兹就业区（Zone d'emploi de Rodez），并又于2022年将其划入马西亚克瓦隆生活区（{{lang|fr|Bassin de vie de Marcillac-Vallon}）。截至2023年底，瓦拉迪市镇范围内共有活跃企业29家，其中6.9%的员工总数在9人及以下；按照产业分类，当地一、二、三产业占比分别为10.3%、17.2%和72.4%；（行政服务）是当地2022年已公布营业额最高的企业，为65,040欧元。

## 财政与居民收入
2023年，瓦拉迪的财政收入总额为979,830欧元，财政支出总额为737,720欧元，当年的债务总额为7,580欧元。2023年，瓦拉迪市镇通过增值税获得35,760欧元的收入，此外当地还共获得了50,800欧元的国家直接财政补助。
| 瓦拉迪居民收入情况                                                                                 | 瓦拉迪居民收入情况  | 瓦拉迪居民收入情况  | 瓦拉迪居民收入情况  |
| 内容                                                                                               | 瓦拉迪              | 阿韦龙省            | 法國                |
| -------------------------------------------------------------------------------------------------- | ------------------- | ------------------- | ------------------- |
| 居民平均时薪                                                                                       | 不详                | 14欧元（2022年）    | 17欧元（2022年）    |
| 高级职员人均时薪                                                                                   | 不详                | 23.3欧元（2022年）  | 29.1欧元（2022年）  |
| 中级职员人均时薪                                                                                   | 不详                | 15.5欧元（2022年）  | 16.6欧元（2022年）  |
| 普通职员人均时薪                                                                                   | 不详                | 11.6欧元（2022年）  | 12.1欧元（2022年）  |
| 工人人均时薪                                                                                       | 不详                | 12.2欧元（2022年）  | 12.5欧元（2022年）  |
| 贫困率                                                                                             | 不详                | 14.5%（2021年）     | 14.5%（2021年）     |
| 青壮年（15至64岁）失业率                                                                           | 6.3%（2021年）      | 8.6%（2021年）      | 10.4%（2021年）     |
| 家庭总数                                                                                           | 665（2023年）       | 417（2022年）       | 1,160（2022年）     |
| 征税家庭数量占比                                                                                   | 50.8%（2023年）     | 45.6%（2022年）     | 44.8%（2022年）     |
| 家庭年均纳税                                                                                       | 2,993欧元（2023年） | 2,131欧元（2022年） | 4,481欧元（2022年） |
| *注：INSEE未公布2,000人口以下市镇的部分经济数据。 资料来源：INSEE、L'Internaute、Le Journal du Net |                     |                     |                     |

## 社会事务

### 教育
瓦拉迪属于图卢兹学区。截至2023年1月1日，瓦拉迪境内共有1所小学。

### 医疗
截至2023年1月1日，瓦拉迪境内共有护士2名。
距离瓦拉迪最近的区域性医疗机构为罗德兹中心医院（Centre Hospitalier de Rodez），其主病区雅克·皮埃尔医院位于罗德兹市区西部，距离瓦拉迪市区的正常车程大约18分钟，该院设有床位433个，是阿韦龙省规模最大的公立综合性医院。

### 住房
2021年，瓦拉迪境内共有各类住房845套，其中93.6%为独立式住宅，6.2%为集中式住宅。常住房屋占瓦拉迪市镇范围内居民建筑总量的79.9%。2023年，瓦拉迪的居住税率为8.41%，不动产税率为31.10%（其中空置土地的不动产税率为58.89%）。
在住房保障政策方面，2023年，瓦拉迪境内共有215户家庭获得了家庭津贴补助，受益人数占总人口数量的13.3%，其中35份为房租补助。

### 商业
2021年，瓦拉迪境内共有各类实体商铺30家，其中餐厅4家、大型超市1家、美容美发店3家、汽车维修店3家。

### 体育
2023年，瓦拉迪境内共有1处网球场以及1处足球或橄榄球场。
截至2025年6月，瓦拉迪境内暂无任何注册足球俱乐部。

### 环境
瓦拉迪的环境事务由其所属的孔克-马西亚克市镇公共社区联合各级政府协调负责。2021年，瓦拉迪境内暂无污染企业。

### 治安
2024年，瓦拉迪市镇范围内累计记录各类案件23起，其中盗窃类案件6起，人身侵犯类案件6起，毒品交易类案件4起。

## 文化
2021年，瓦拉迪境内暂无任何文化设施。瓦拉迪境内建有多媒体中心（Médiathèque），每周三至六向公众开放。

### 建筑
截至2025年6月，瓦拉迪境内暂无法国国家文物保护单位，当地镇中心的圣伯多禄教堂（Église Saint-Pierre-ès-Liens de Valady）是一处地标性建筑物。

### 旅游
瓦拉迪的旅游事务由其所属的孔克-马西亚克市镇公共社区联合各级政府协调负责。2024年，瓦拉迪境内暂无任何游客接待设施。

### 媒体
法国主要的媒体均可在瓦拉迪接收，法国电视三台下属的奥克西塔尼大区频道在部分时段播出瓦拉迪所在阿韦龙省的地方新闻。《南部追寻》、《阿韦龙中央报》、《自由南方》、Ici奥克西塔尼、奥克西塔尼电视台等为当地主要的地方性媒体。

## 友好城市
截至2025年6月，瓦拉迪共与一座城市建立了友好城市关系：
- 布吉納法索 Korgnégane